# Вулиця Мурована
Вулиця Мурована — вулиця у Шевченківському районі міста Львова, в місцевості Старі Збоїща. Пролягає від вулиці Малехівської до вулиці Розточчя. Прилучається безіменний проїзд до вулиці Нагірної.

## Історія та забудова
Вулиця виникла у складі селища Збоїща, не пізніше 1952 року отримала назву Комсомольська. У 1962 році приєднана до вулиці Малехівської. У 1993 році знову виділена в окрему вулицю під сучасною назвою Мурована, на згадку про передміське село Муроване.
Забудована одноповерховими приватними садибами.